# Ceftibutén
A ceftibutén dihidrát szájon át adható, félszintetikus, harmadik generációs cefalosporin antibiotikum.

## Mikrobiológiai jellemzők
A β-laktám típusú antibiotikumok többségéhez hasonlóan a ceftibutén is a baktériumok sejtfalszintézisének gátlásával fejti ki baktericid hatását. Kémiai szerkezete folytán nagymértékben ellenáll a β-laktamázok hatásainak. Számos β-laktamáz-termelő, más cefalosporinokra és penicillinre rezisztens mikroorganizmus érzékenynek bizonyulhat ceftibuténre.

## Hatásspektruma
A ceftibutén in vitro körülmények között és a klinikai alkalmazás során a következő mikroorganizmusok törzseinek zöme ellen hatásosnak bizonyult:

### Gram-pozitív mikrobák
- Streptococcus pyogenes
- Streptococcus pneumoniae (a penicillin-rezisztens törzsek kivételével).

### Gram-negatív mikrobák
- Haemophilus influenzae (β-laktamáz pozitív és negatív törzsek is),
- Haemophilus parainfluenzae (β-laktamáz pozitív és negatív törzsek is),
- Moraxella (Branhamella) catarrhalis (többségük β-laktamáz pozitív),
- Escherichia coli,
- Klebsiella fajok (például K. pneumoniae, K. oxytoca),
- indol-pozitív Proteus (például P. vulgaris) és más Proteae családba tartozók (például Providencia), P. mirabilis,
- Enterobacter fajok (E. cloacae és E. aerogenes),
- Salmonella fajok és Shigella fajok.

In vitro a következő mikroorganizmusok törzseinek zöme ellen bizonyult hatásosnak a ceftibutén, azonban a klinikai hatékonyság nem volt bizonyított.

### Gram-pozitív mikroorganizmusok
- C- és G-csoportú streptococcusok.

### Gram-negatív mikroorganizmusok
Brucella, Neisseria, Aeromonas hydrophilia, Yersinia enterocolitica, Providencia rettgeri, Providencia stuartii, valamint egyes (kromoszomális cefalosporinázokat nagy mennyiségben nem termelő) Citrobacter, Morganella és Serratia törzsek.

### Rezisztens törzsek
A ceftibutén nem hat staphylococcusokra, enterococcusokra, Acinetobacter, Listeria, Flavobacterium és Pseudomonas fajokra. Kevéssé hat az anaerobok zömére, többek között a Bacteroides fajok többségére. A ceftibutén transz-izomerje in vitro és in vivo egyaránt hatástalan ugyanezekre a törzsekre.

## Védjegyezettnevű készítmények
Cedax (Schering-Plough)